# Isotoma
Isotoma is een geslacht van springstaarten uit de familie van de Isotomidae.

## Soorten
- Isotoma maritima Tullberg, 1871
- Isotoma anglicana Lubbock, 1862
- Isotoma riparia (Nicolet, 1842)
- Isotoma viridis Bourlet, 1839